# 21-я пехотная дивизия АК
21-я пехотная дивизия АК (пол. 21 Dywizja Piechoty AK) — польское партизанское стрелковое соединение Армии Крайовой, которое действовало с 1944 на оккупированной нацистской Германией территории южной части Кракова.

## История
Дивизия была сформирована в 1944 году, согласно с боевым порядком Войска Польского от 1 сентября 1939 года, согласно которому произошло восстановление боевых частей. Восстановлением боевой структуры взялся полковник Александер Ставаж, также командир 2-й горной бригады. В южной части Кракова в 1944 году образовалось, в результате проведения оперативно-тактических действий воинских частей подразделения, в котором было несколько сотен солдат.

## Структура дивизии
Согласно боевому порядку, в состав дивизии входили следующие соединения:
- 1-й подгалянский стрелецкий полк АК.